# Висоцьк (порт)
Порт Висоцька (рос. Порт Высоцк, фін. Uuraan satama; LOCODE: RUVYS) — російський порт на Балтійському морі у місті Висоцьк Виборзького району Ленінградської області. Відстань від порту до кордону з Фінляндією становить близько 50 км, а до Санкт-Петербурга — близько 90 км.
До складу порту входить нафтовий термінал компанії Лукойл, що знаходиться у 3,5 км від південної частини міста, та порт сухих вантажів, розташований у межах міста. До обох портових зон є залізничне сполучення. Також через район порту Висоцька проходить судноплавна протока до порту Виборга та Сайменського каналу. 

## Портові зони

### Нафтовий термінал
Нафтовий термінал порту Висоцька збудований для потреб нафтової компанії Лукойл у південній частині міста. Для нафтохімічних перевезень у порті споруджено 2 причали завдовжки 344,5 м з осадкою 13,2 м, а також один причал завдовжки 83 м із осадкою 5,5 м. Окрім цього, для допоміжних суден, наприклад, для буксирних суден та лоцманських суден, призначений четвертий причал. Діяльністю нафтового терміналу завідує товариство РПК-Висоцьк-Лукойл ІІ.

### Порт сухих вантажів
Висоцький порт сухих вантажів знаходиться на території міста. Він має 4 причали завдовжи 140-213 м для суден, осадка яких не більша за 9,3 м. Оперує портом ТОВ «Порт Висоцький». Через цей порт перевозять зокрема вугілля.

## Вантажообіг порту
Починаючи з 2005 року, більша кількість вантажів у масовому відношенні проходить через нафтовий термінал.
Щорічний вантажообіг порту Висоцька:
| Рік                        | 2003 | 2004 | 2005  | 2006  | 2007  | 2008  | 2009  | 2010  | 2011  | 2012  | 2013  | 2014  | 2015 | 2016 |
| -------------------------- | ---- | ---- | ----- | ----- | ----- | ----- | ----- | ----- | ----- | ----- | ----- | ----- | ---- | ---- |
| Нафтовий термінал, млн т   | -    | 1,56 | 6,89  | 9,72  | 12,22 | 13,06 | 14,44 | 12,53 | 10,22 | 10,52 | 11,25 | 12,16 |      |      |
| Порт сухих вантажів, млн т | 2,40 | 3,64 | 3,52  | 4,09  | 4,31  | 2,96  | 2,88  | 2,31  | 3,20  | 3,30  | 4,91  | 5,27  |      |      |
| Загалом, млн т             | 2,40 | 5,20 | 10,41 | 13,81 | 16,53 | 16,02 | 17,32 | 14,84 | 13,42 | 13,63 | 16,16 | 17,43 | 17,5 | 17,1 |